# Far Cry Instincts
Far Cry Instincts (укр. Далекий Крик: Інстинкти) — відеогра, розроблена компанією Ubisoft Montreal і видана компанією Ubisoft ігрової консолі Xbox. Гра була видана 27 вересня 2005 року. Ремейк оригінальною ПК-версії, Instincts — менш відкрита і більш лінійна гра, в зв'язку зі зниженою обчислювальною потужністю консолей, що перешкоджає повному рендерингу величезних островів і ландшафтів. Тим не менш, в Instincts додані нові багатокористувацькі режими, зброю і здібності, останні знаходять відображення у зміні сюжетної лінії. Портування гри було заплановано на PlayStation 2 і Nintendo GameCube, але пізніше було скасовано.
Аркадна версія гри, розроблена Global VR, була випущена в 2007 року під назвою Paradise Lost (укр. Загублений рай).
Компанія Ubisoft випустила сиквел, гру Far Cry Instincts: Evolution для Xbox. Також, випустила гру Far Cry Instincts: Predator для Xbox 360, яка містить обидві гри Far Cry Instincts і Evolution працюють в режимі високої чіткості.

## Сюжет
Гра розповідає про колишнього військовослужбовця ВМС США по імені Джек Карвер, який був підло звільнений зі служби після низки протиправних дій. Після цього він відкриває магазин у Манхеттені та починає незаконні постачання зброї всім і кожному, банди влаштовують розбірки, використовуючи зброю, що постачається Джеком, проти спадкоємця мафіозі. Отже, гангстерам була поставлена ціна — голова, і він був змушений тікати з США і оселитися в Мікронезії.
Карвер купує стару яхту з урядового аукціону і коротає свій час, переправляючи туристів з дайвінг-клубів. В один прекрасний момент, дівчина на ім'я Валері Кортез дає більшу суму, якщо Джек переправить її на віддалений архіпелаг, відомий як «Якутан». Карвер погоджується, але з деякою обережністю.
Після прибуття в Якутан, Кортез «запозичує» реактивні лижі у Джека і висаджується на острів. Не турбуючись, Джек вирішує подрімати, поки вона повернеться. Але Карвер просинається, почувши, а потім і побачивши вертоліт UH-60 Black Hawk, який літає навколо його човна. Він відкриває по ньому вогонь, знищуючи його човен, і змушуючи його сховатися в довколишніх зруйнованому японському авіаносці.
І в цей самий момент гравець отримує контроль. Після короткого вступу в рівень, гравець отримує гарнітуру, а також керівництво таємничим голосом, який називає себе «Дойлом». Як з'ясувалося, Кортез входить до складу ЦРУ, і прибула, щоб врятувати Дойла. Дойл був на місії по викриттю роботи божевільного вченого доктора Крігера. Крігер, разом зі своєю правою рукою, екс-апартеїдом полковником Ричардом Кроу, намагалися розробити сироватку, яка дозволить підвищити фізичні можливості людини, і «відкрити» приховані «звірині здібності».
Дойл переконує Карвера, знайти і врятувати Кортез, яка була захоплена Кроу і його найманцями. Рятуючи Кортез, Карвер сам виявляється спійманий Кроу за наказом доктора Крігера, який зазначає винахідливість і завзятість Карвера і вирішує, що він — хороший об'єкт для випробування. Карверу вводять сироватку і доставляють в зону спостереження, передчасно прокинувшись, він тікає, і його шокує те, що він має «неймовірні здібності», такі, як збільшення швидкості, нічний зір і сильна ручна атака.
Поряд із здібностями присутній імплантат, покликаний регулювати ефекти сироватки і дозволяє спеціалізувати зброю. Дойл командує Карверу знайти дорогу до його позиції, щоб той видалив імплантат. По дорозі найманці намагаються розшифрувати кишеньковий комп'ютер Валері Кортез, яка прикриває Дойла. Карвер спускається в старий підземний бункер часів Другої світової війни, щоб зупинити розшифровку, але найманці помічають його при спробі до втечі. Він відступає через старий підземний комплекс і слід за інструкціями Дойла в науково-дослідний центр. Карвер потім йде в приміщення, де він виявляє роботи Крігера і мутантів, яких він створив. Також Карвер дізнається, що Кроу збирає мутантів з невідомою метою, і потім він, нарешті, зустрічається з Дойлом, який звільняє його від імплантату. Після видалення імплантата, Джек починає проявляти неконтрольований розвиток, витрата адреналіну на його здатності зменшується, і він набуває здатності переносити і володіти такою зброєю, як станковий кулемет 50 калібру.
Після того, як Джек втікає з дослідницького центру, він виявляє, що Кроу захопив Дойла і вколов йому сироватку, і розпустив мутантів беручи участь у змові з метою зрадити Крігера. Джек повинен боротися з найманцями Кроу, дикими мутантами і елітною групою спецназу під особистим командуванням Крігера. Рятуючи Дойла, Карвер дізнається, що Кроу вколов собі почетверену дозу сироватки. Припускаючи, контроль над «альфа»-істотами, найбільш потужними і розумними мутантами зі здібностями, аналогічними тим, що у Джека, Кроу попрямував прямо до бази Крігера. Джек слід в притулок доктора Крігера на вершині діючого вулкана, де перемагає фізично деформованого Кроу. Крігер, в останній відчайдушній спробі використовує «альф» проти Джека, але розуміє, що вони розглядають Джека як свого лідера через його перемоги над Кроу. Мутанти спрямовуються до лікаря Кригеру і вбивають його, розглядаючи його як загрозу Джеку, і тим самим дозволяючи йому піти до того, як почнеться виверження вулкана. Джек може відступити на Блек-Хоке пілотованому Кортез і Дойлом, які обіцяють заплатити за новий човен замість знищеного; Дойл також обіцяє, що вони «зроблять найкраще» і відкриває металевий корпус і вертоліт летить.
Гра включає в себе тонкі тематичні елементи, що стосуються небезпек генної інженерії, а також геноциду місцевих остров'ян, що можна побачити, деформованих істот, створених Крігер. Крім того, таємничі умови, пов'язані з динозаврами, розкриваються через ігрове радіо. Цей розвиток проявляється у ящеро-подібних тварин (які нагадують дрібних динозаврів), які проживають в джунглях на острові.
Ландшафт у грі Far Cry: Instincts сильно варіюється. Ландшафт включає в себе вологі тропічні ліси, густі джунглі, високі каньйони, шахти, болота, і навіть вулканічні лісу.

## Особливості
Крім основного геймплея Far Cry: Instincts, у ПК-версії не було вищезгаданих «Звіриних здібностей». Існує також система пасток, яка дозволяє гравцеві створювати міни-пастки, розкинувши гілки з шипами близько прилеглої листя. Коли прогулюються нічого не підозрюючи NPC, їх вбиває батогом з гілок. Протипіхотні міни також доступні і можуть бути встановлені на шляху ворогів, приводячи до руйнівних результатів. Ці пастки можна також використовувати в мультиплеєрі. Існує також редактор карт, що дозволяє гравцеві створювати свої власні карти, маючи доступ до безлічі машин, озброєння, будівель, дерев, а також можливість зміни ландшафту. Вода не може бути додана, тільки на постійній висоті, і тому, роблячи землю вище або нижче, гравець може вибрати, чи потрібна вода. Карти можна завантажувати і використовувати їх на Xbox Live, для гри з друзями.

## Оцінка
- Сайт X-Play оцінив гру Far Cry: Instincts на 4/5.

## Сиквели і ремейки

### Evolution
Продовження гри Far Cry Instincts, загальна назва виключено, для посилення підзаголовка Evolution, була випущена для Xbox 27 березня 2006 ріка. Evolution включає в себе нову одиночну кампанію, але значно скорочений, ніж в оригінальній Far Cry Instincts. Сюжетна лінія бере початок через деякий час після подій Instincts. Джека найняла дівчина по імені Кейд, щоб він поставив озброєння піратам і державі в Мікронезії. На дилера потім нападають повстанці на чолі з вождем Семеро, який разом зі своїми елітними воїнами, володіє тими ж дикими здібностями, які у Джека, який заарештований за цей напад. Після втечі в конспіративний будинок з Кейд, Джек стикається з Дойлом, який там для «боротьби за живучість». Він пропонує Джеку і Кейд амністію в обмін на їх допомогу у знищенні НПЗ повстанців. Після успішного завершення, пораненого Дойла і Кейд захоплюють повстанці. Джек рятує Дойла, почасти знаючи шлях з лісу, але при пошуку транспорту, Дойла, захоплюють повстанці. Після відстеження крові Дойла через джунглі і споруди в пологом лісу, Джек знаходить Дойла мертвим біля храму на горі. Джек йде через храм, де він знову зустрічає Семеро, який насміхається, що «Карвер це просто підробка з повноваженнями, яких він не заслуговує». Після цього він захоплює Джека і розповідає що Кейд, дала йому гроші з угоди, щоб той допоміг вбити Джека. То Кейд, то Семеро нападають на нього. Джеку вдається перемогти Семеро, і він проколює його бамбуковим щебенем. Карверу потім протистоїть Кейд, яка благає, що немає іншого шляху, яким вона може зберегти своє життя. Замість того, щоб її все-таки вбити, Джек віддає їй гроші назад з угоди.
Evolution також включає в себе нові види зброї і транспортних засобів, а також додатковий багатокористувацький режим. Карти, створені для Xbox-версії, не можуть бути переведені у версії для Xbox 360.
Far Cry Vengeance — Wii-версія має ті ж особливості і сюжет у Evolution.

### Predator
Far Cry Instincts: Predator, тайтл Xbox 360, випущений в той же день що і Evolution. Він включає в себе графічно розширені версії Far Cry Instincts і Evolution. Він відрізняється редактором карт, в якому гравець може створювати карти. Персонаж гри онлайн є клоном Джека Карвера, але може бути відредагований, у персонажа є татуювання «Карма».

### Paradise Lost
Paradise Lost — рейкова версія гри Far Cry Instincts випущена в 2007 році компанією Global VR.

## См. також
- Far Cry